# Nichole M. Danzl
Nichole M. Danzl est une astronome amatrice américaine, biologiste de profession.
Le Centre des planètes mineures la crédite de la découverte de six astéroïdes, effectuée entre 1995 et 1998, dont une avec la collaboration d'Arianna Gleason et de Jeffrey A. Larsen, toutes à l'époque où elle était étudiante à l'Université de l'Arizona.
L'astéroïde (10720) Danzl lui a été dédié,.
| (24835) 1995 SM55                                 | 19 septembre 1995 |
| (26181) 1996 GQ21                                 | 12 avril 1996     |
| (26308) 1998 SM165                                | 16 septembre 1998 |
| (33128) 1998 BU48                                 | 22 janvier 1998   |
| (33340) 1998 VG44[1],[2]                          | 14 novembre 1998  |
| (52975) Cyllare                                   | 12 octobre 1998   |
| 1. avec Jeffrey A. Larsen 2. avec Arianna Gleason |                   |